# Аль-Ахли (футбольный клуб, Триполи)
«Аль-Ахли» (араб. النادي الأهلي الرياضي‎) — ливийский футбольный клуб из города Триполи, выступающий в Премьер-лиге Ливии. Основан 19 сентября 1950 года. Проводит матчи на стадионе 11 июня, вмещающем до 80 тысяч зрителей.

## История
«Аль-Ахли» был основан группой молодых людей 19 сентября 1950 года, и является одним из старейших в стране. Первоначально клубу хотели дать название «Аль-Истикляль», что в переводе означает «независимость», но такое название не разрешила английская администрация, правившая страной в то время, в итоге клуб был назван «Аль-Ахли» что переводится как «национальный». В 1964 году был разыгран первый в истории чемпионат Ливии по футболу и «Аль-Ахли» стал первым чемпионом страны. В 1976 году «Аль-Ахли» стал победителем первого в истории розыгрыша Кубка Ливии. В 2000 году клуб стал первым клубом кому удалось выиграть 10 чемпионатов Ливии, однако с тех пор клуб больше не побеждал в чемпионате и по общему количеству чемпионских титулов его обошёл клуб «Аль-Иттихад». «Аль-Иттихад» является самым принципиальным соперником «Аль-Ахли», и их противостояние носит неофициальное название «Ливийское Классико». Согласно опросам «Аль-Ахли» является самым популярным клубом Ливии, по всей стране за него болеют около 1,5 млн человек. «Аль-Ахли» неоднократно принимал участие в розыгрыше афрокубков, наибольшего успеха клуб добился в 1984 году когда вышел в финал Кубка обладателей кубков КАФ, где должен был играть с египетским клубом с аналогичным названием «Аль-Ахли», но в связи с напряжёнными отношениями между странами ливийская команда по политическим причинам отказалась играть с египетской и снялась с турнира, и в итоге вместо него в финале сыграл проигравший в полуфинале камерунский «Канон Яунде».

## Достижения
- Премьер-лига Ливии
  - Чемпион (12): 1963/64, 1970/71, 1972/73, 1973/74, 1977/78, 1983/84, 1992/93, 1993/94, 1994/95, 2000, 2013/14, 2015/16
  - Вице-чемпион (9): 1971/72, 1974/75, 1982/83, 1985/86, 1987/88, 1991/92, 2005/06, 2006/07, 2010/11
- Кубок Ливии
  - Победитель (5): 1976, 1994, 2000, 2001, 2006
- Суперкубок Ливии
  - Победитель (1): 2000
  - Финалист (2): 2001, 2006

## Участие в афрокубках
- Лига чемпионов КАФ: 3 раза

2000 — Первый раунд
2001 — Первый раунд
2009 — Второй раунд
- Африканский Кубок чемпионов: 5 раз

1972 — 1/4 финала
1974 — Первый раунд
1979 — Первый раунд
1981 — Первый раунд
1983 — Первый раунд
- Кубок Конфедерации КАФ: 3 раза

2007 — Предварительный раунд
2009 — 1/8 финала
2010 — Первый раунд
- Кубок обладателей кубков КАФ: 6 раз

1976 — Первый раунд
1977 — Первый раунд
1984 — Снялся с финала
1986 — Второй раунд
1989 — Первый раунд
2002 — Второй раунд